# Edmund Coffin
Edmund Coffin, född den 9 maj 1955 i Toledo, Ohio, är en amerikansk ryttare.
Han tog OS-guld i lagtävlingen i fälttävlan i samband med de olympiska ridsporttävlingarna 1976 i Montréal.